# Ugo II di Toscana

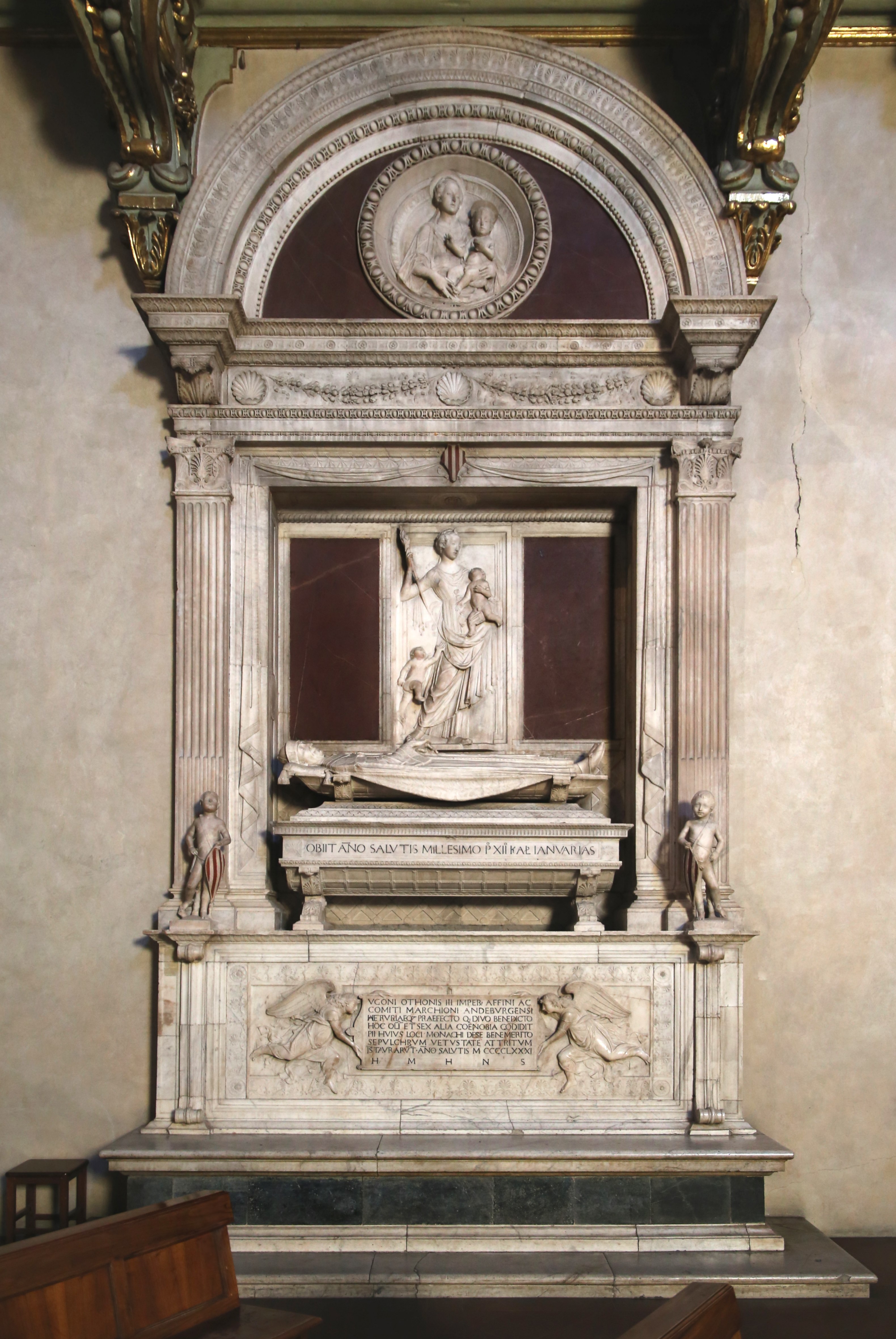
Il monumento di Mino da Fiesole nella Badia Fiorentina

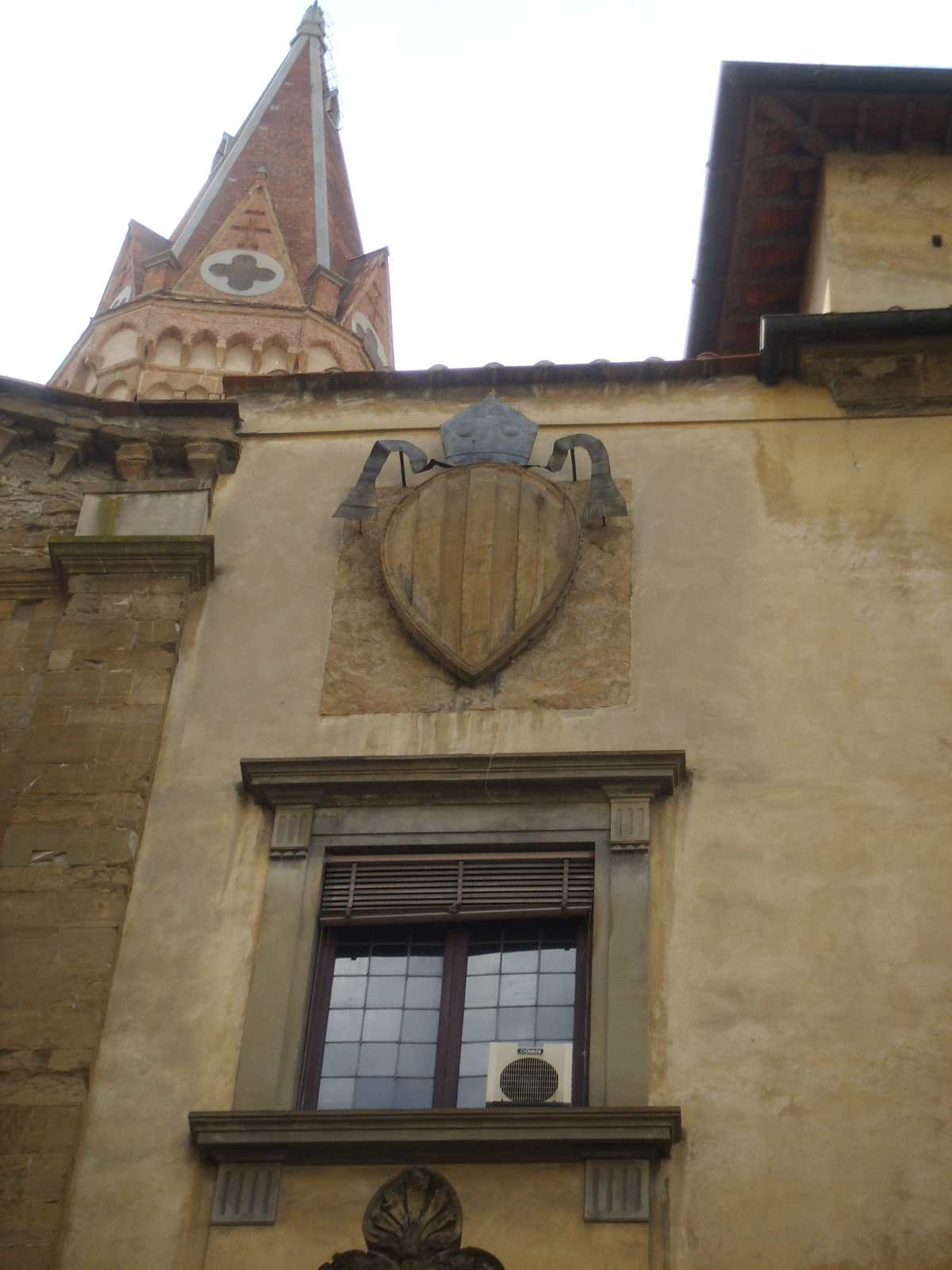
Stemma di Ugo di Toscana sul portale della Badia fiorentina.

Ugo II di Toscana, o di Tuscia, detto a volte Il Grande (951/953 – Pistoia, 21 dicembre 1001), fu marchese di Toscana dal 973 circa fino alla sua morte e duca di Spoleto e Camerino dal 989 al 996.

## Origine
Era figlio di un figlio naturale del re d'Italia, Ugo di Provenza, Uberto di Toscana (?-970), il quale fu anch'egli per un certo periodo, non solo duca di Spoleto, ma anche marchese di Camerino e di Willa di Toscana (morta probabilmente nel 979) una delle figlie di Bonifacio II di Spoleto, appartenente alla dinastia degli Hucpoldingi. In seguito alla deposizione del padre, Ugo e sua madre decisero di spostare la propria residenza da Lucca a Firenze, dando un primo riconoscimento dell'ascesa economica e politica della città sull'Arno. 

## Biografia
Ugo divenne marchese di Toscana già all'inizio degli anni 970, in concomitanza con l'ascesa dell'imperatore Ottone II. Durante il regno dell'Imperatore Ottone III fu uno dei consiglieri più ascoltati, per le questioni italiane. Nel 993, all'apice della sua vicinanza al re (Königsnähe), si sposò con un membro della dinastia ottoniana-salica di nome Giuditta, forse figlia di Ottone I, duca di Carinzia, ed ebbe da questa una figlia. Divenne duca di Spoleto e marchese di Camerino nel 986, ma dopo il 994, anno in cui Ottone III cominciò a governare in prima persona, forse si impaurì dal vasto potere di Ugo, nell'Italia centrale, e nel 996, pur essendo Ugo uno dei suoi più fedeli sostenitori, lo privò di Spoleto in favore di Corrado d'Ivrea. Ancora accompagnò l'imperatore nella sua nuova discesa in Italia e nell'anno 1000 era comandante delle truppe imperiali con il cugino di Ottone il futuro imperatore, il duca di Baviera, Enrico.
Nel 1001 i Romani si ribellarono a Ottone e lo assediarono nel suo palazzo romano e chiusero le porte della città impedendo di entrare in Roma con le truppe ad Ugo ed Enrico, che dopo tre giorni trattarono la liberazione di Ottone, che avrebbe preferito combattere. Ottone dovette uscire da Roma e molto probabilmente Ugo fu allontanato dalla corte imperiale. Ugo morì, in quello stesso anno (1001) a Pistoia ma venne sepolto a Firenze presso la Badia Fiorentina, fondata da sua madre. Più di quattro secoli dopo Mino da Fiesole gli scolpì un monumento funebre.
Nell'ultimo periodo del suo governo in Toscana, si prodigò, come aveva già fatto la madre, alla cura e all'accrescimento di vari istituti religiosi, con numerose donazioni, che vennero confermate dai suoi successori.
La sua biografia fu arricchita di numerose leggende nel tempo e Placido Puccinelli scrisse una Istoria delle eroiche azioni di Ugo il Grande (1664), visto come principe pio e di alto valore morale.

## Leggende
Secondo la leggenda, Ugo passando dal Mugello si convertì ad una vita più cristiana dopo una crisi mistica in cui ebbe una visione nella quale gli veniva ordinato, in cambio della remissione dei peccati e quindi per la salvezza dell'anima, l'incarico di edificare sette abbazie con altrettante chiese:
- la Badia Fiorentina,
- la Chiesa e monastero di San Michele alla Verruca,
- la Badia del Buonsollazzo sul Monte Senario (legata più tardi all'Abbazia di San Gaudenzio e non lontana dal servita Santuario di Montesenario),
- la Abbazia dei Santi Salvatore e Lorenzo a Settimo  (Scandicci),
- la Badia di San Michele a Marturi a Poggibonsi
- una chiesa abbaziale ad Arezzo, e
- una a Città di Castello.[13]

## Stemma

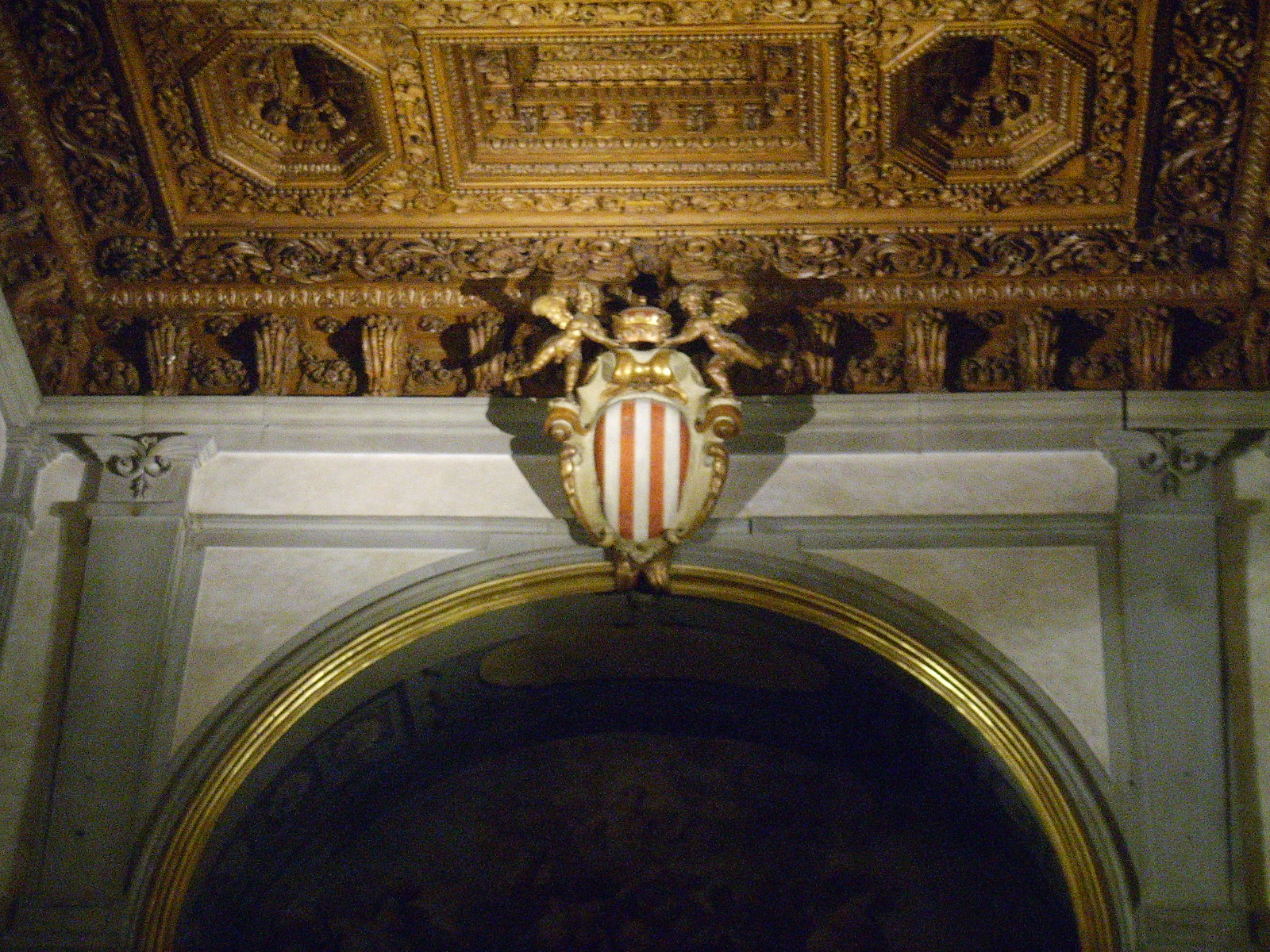
Stemma di Ugo di Toscana sull'altare della Badia fiorentina

Il marchese ebbe come insegna uno scudo «di rosso a tre pali d'argento» ricordata anche da Dante nella Divina Commedia, canto XVI del Paradiso:
In seguito l'insegna fu portata, con alcune variazione da diverse famiglie nobili fiorentine.

## Discendenza
Ugo sposò Giuditta, membro della dinastia ottoniana-salica, forse figlia di Ottone I, duca di Carinzia.
Essi ebbero una figlia:
- Willa (?-?), che fu benefattrice del monastero di San Michele Arcangelo presso Massarosa nel 1025, e probabilmente fu moglie di Ardicino, figlio del re d'Italia, Arduino d'Ivrea.

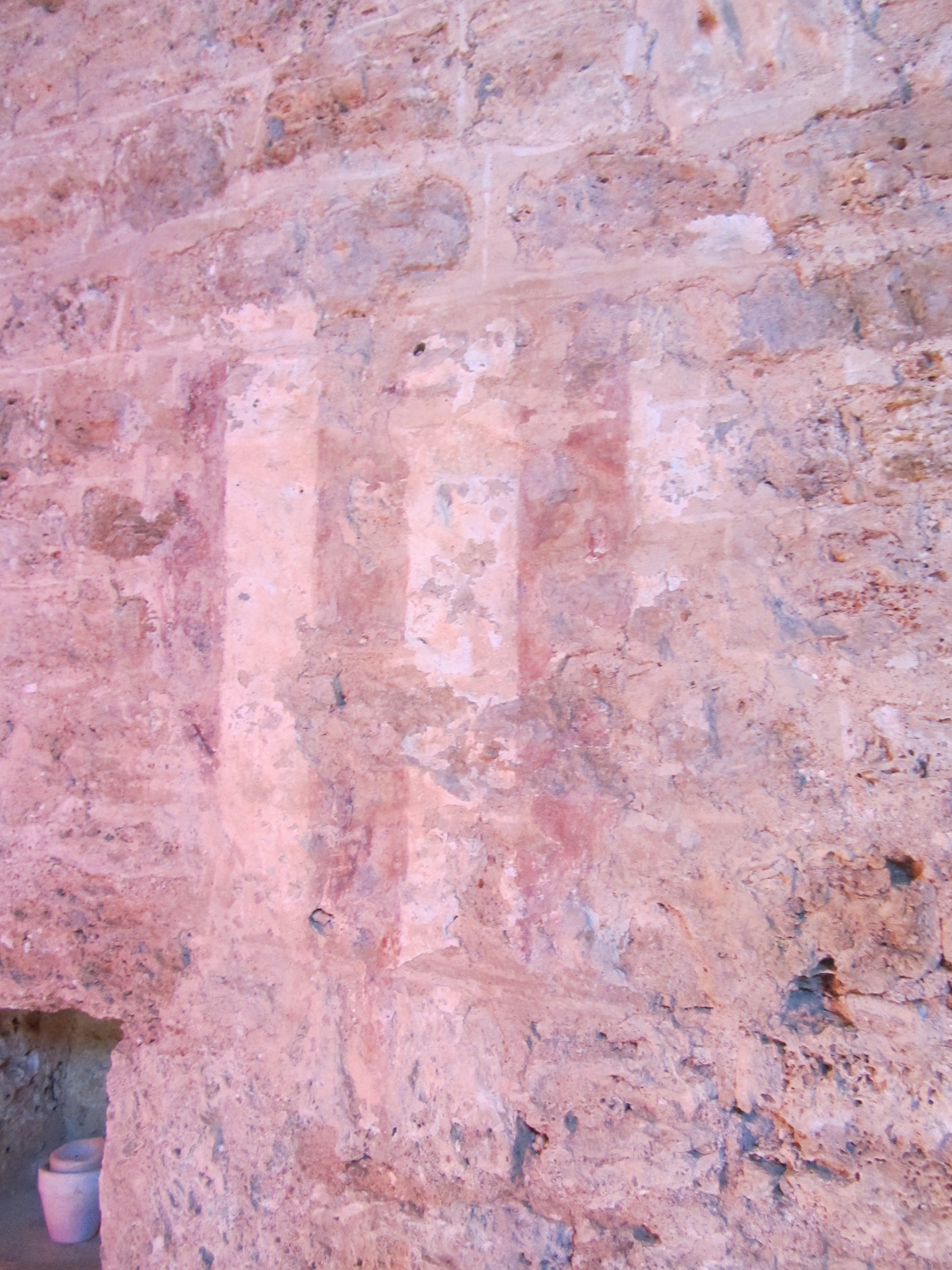
Affresco a soggetto araldico che ricorda singolarmente lo stemma di Ugo di Toscana nella Chiesa di San Martin del Colle nel territorio di Casciana Terme Lari, centro principale della consorteria dei Cadolingi, fedeli di Ugo di Toscana